# Basaren

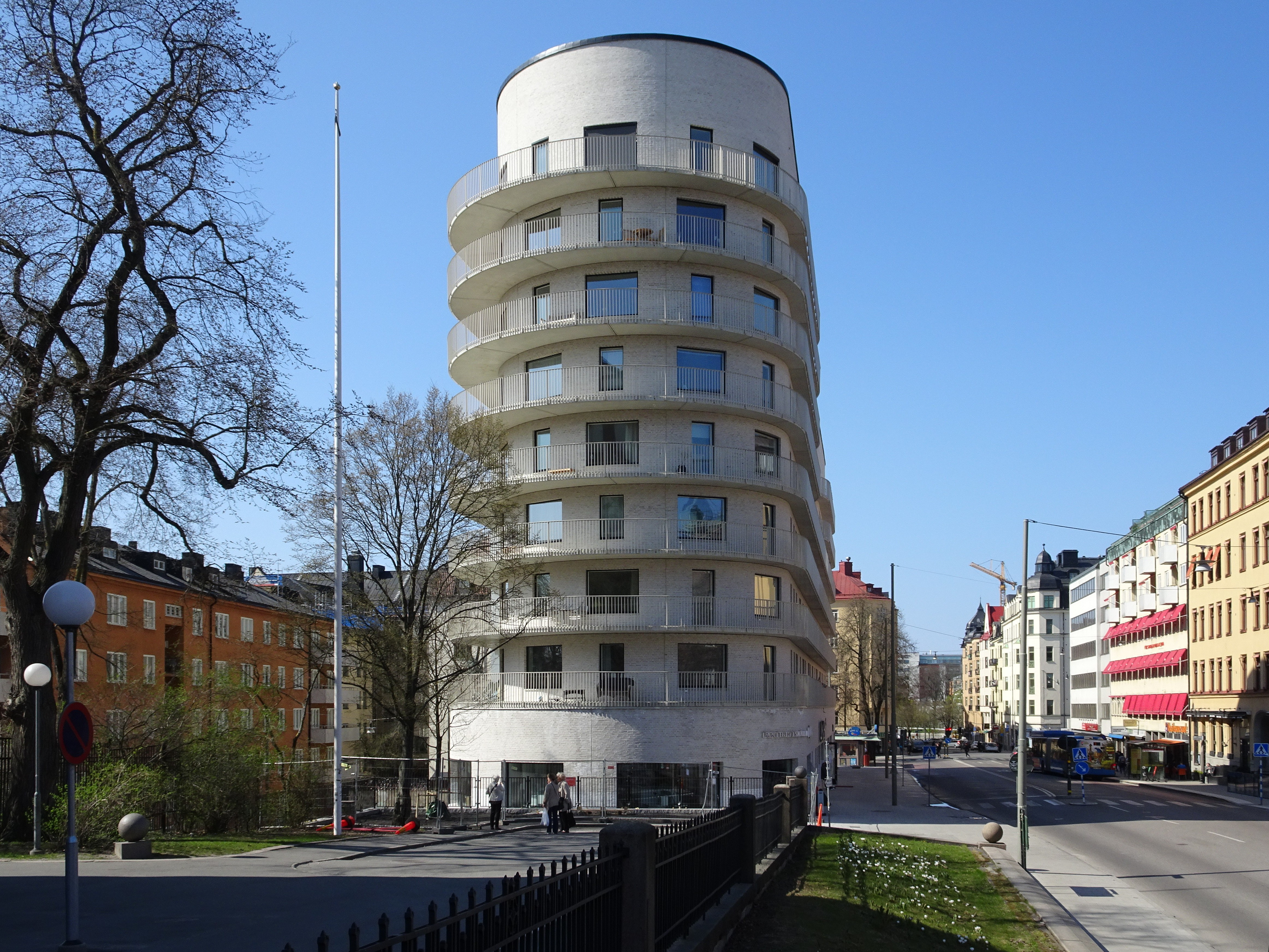
Fasad mot öster, april 2019, Hantverkargatan till höger.

Basaren kallas ett flerbostadshus i kvarteret Basaren på Kungsholmen i Stockholm. Byggnaden vid Hantverkargatan 69–71 ritades av Wingårdh arkitektkontor och nominerades till Årets Stockholmsbyggnad 2019. På platsen fanns en kulturhistoriskt värdefull basarbyggnad från 1930-talet som revs årsskiftet 2015/2016.

## Kvarteret

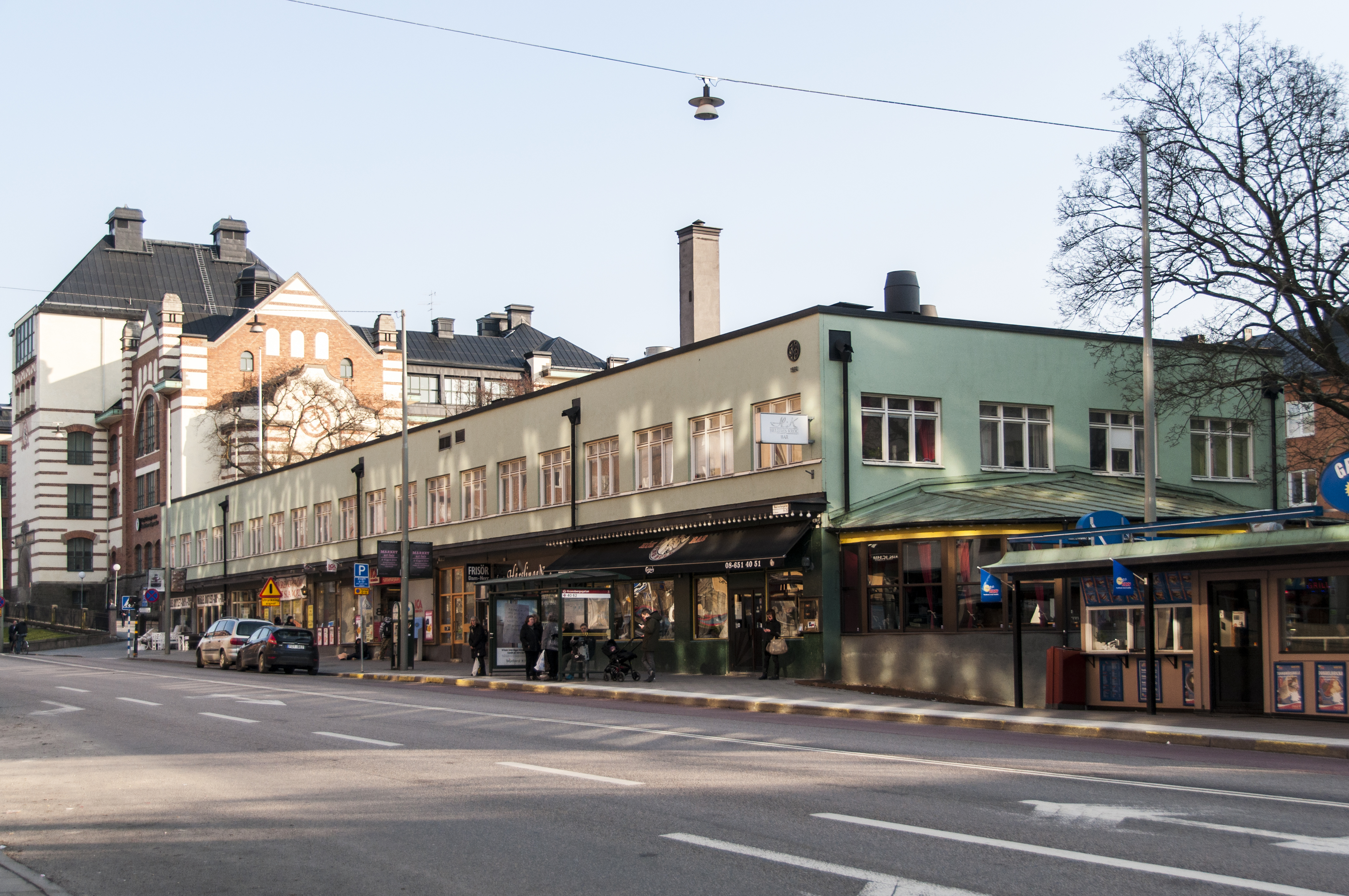
Arkitekten Björn Hedvalls basarbyggnad "Gamla Basaren" från 1931-1934, foto mars 2014.

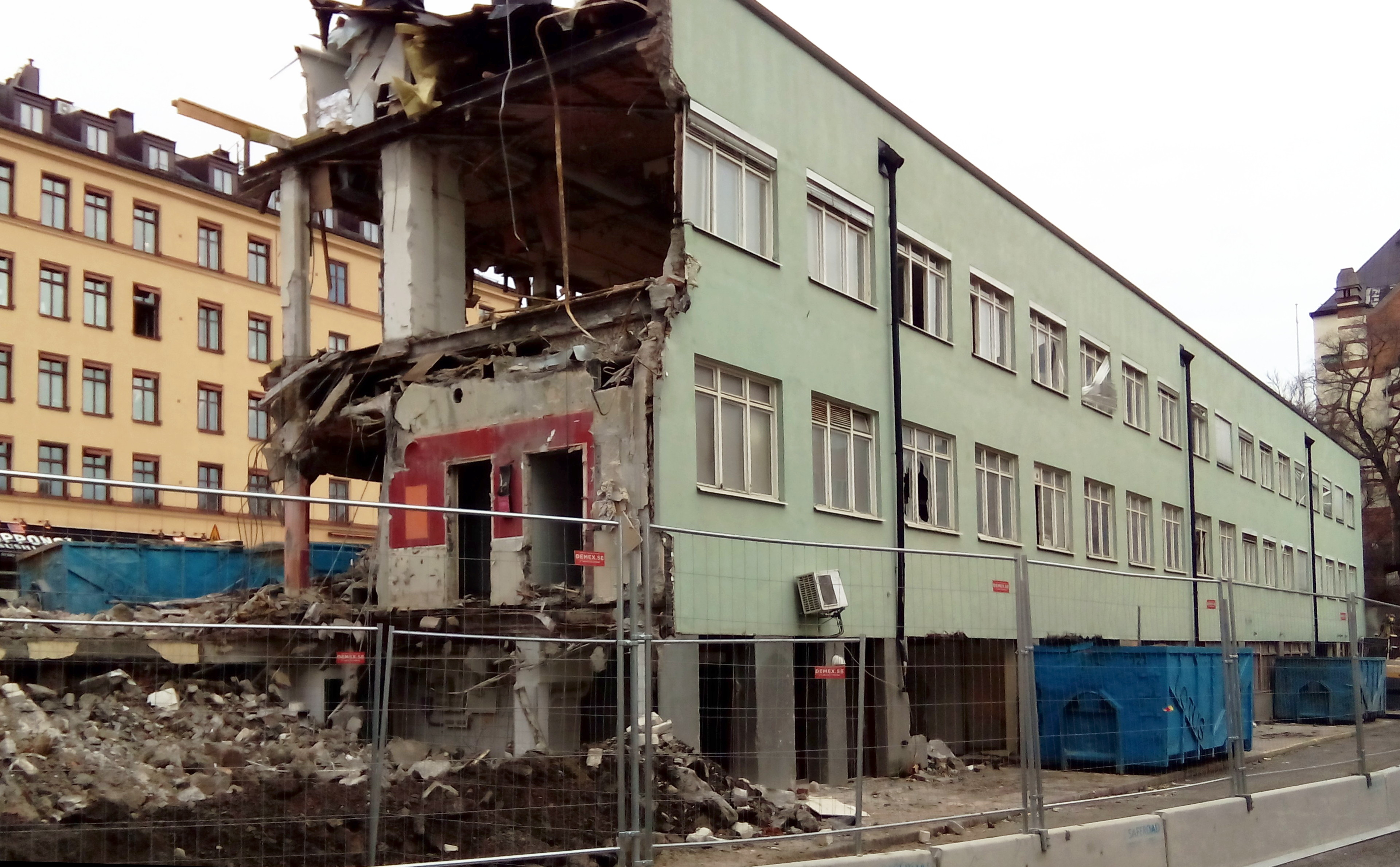
Rivning, foto januari 2016.

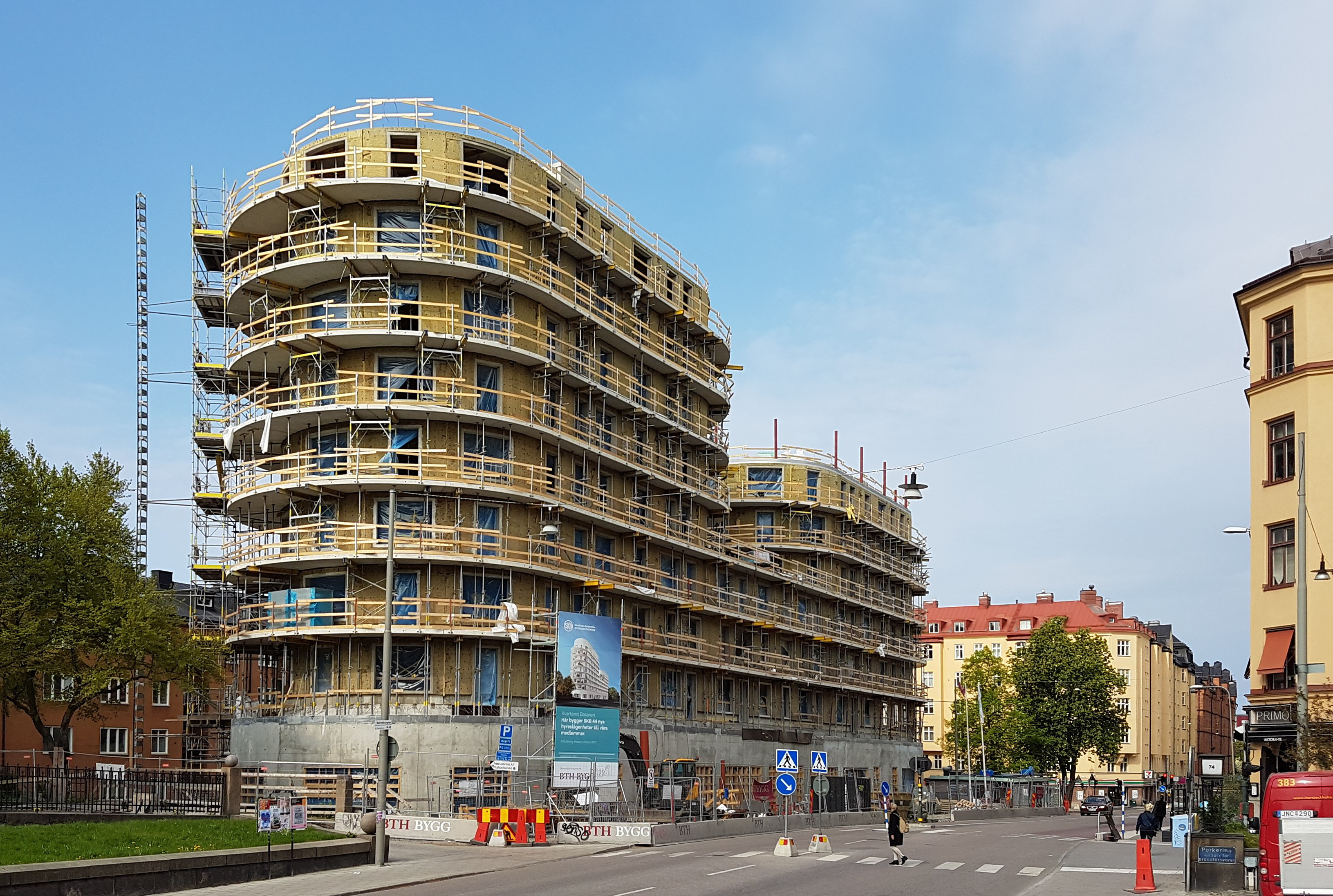
"Nya Basaren", bygget i maj 2017.

Kvarteret Basaren, som gav byggnaden sitt namn, består av en enda fastighet Basaren 1. På den smala tomten, som ursprungligen var en del av kvarteret Pontonjärkasernen, uppfördes åren 1931-1934 en basarbyggnad, ett kontors- och butikshus efter ritningar av arkitekt Björn Hedvall. Byggnaden var formgiven i tidig funktionalistisk stil och den innehöll utöver en del samhällsservice såsom läkarmottagning, socialvård och bibliotek, även affärer, butiker och servering. Efter basarbyggnaden tillkom nuvarande kvartersnamnet Basaren.

## Gamla Basaren
Stadsmuseet i Stockholm grönmärkte fastigheten, vilket innebär att bebyggelsen bedömts vara särskilt värdefull från historisk, kulturhistorisk, miljömässig eller konstnärlig synpunkt. Huset fick inte förvanskas och i gällande detaljplan var den q-märkt. Det visade sig dock att bakom den välbevarade fasaden var husets bärande struktur i dåligt skick, speciellt betongbjälklagen, som var gjutna med aluminatcement, uppvisade omfattande rostskador i armeringen med risk för ras. En utredning visade att byggnadens tekniska livslängd var uppnådd. År 2013 beslöts att riva byggnaden och ersätta den med ett större bostads- och affärshus med butiker och omkring 40 lägenheter. Den gamla basarbyggnaden revs vid årsskiftet 2015/2016 trots protester och överklaganden.

## Nya Basaren
Den knappt 2 000 m² stora tomten ägs av Stockholms stad som överlät den med tomträtt till Stockholms Kooperativa Bostadsförening (SKB). En ny detaljplan vann laga kraft i mars 2013 som följer stadens översiktsplan ÖP 99 att ”bygg staden inåt”, vilket innebär att ta vara på tidigare exploaterad mark och bygga i kollektivtrafiknära lägen. 
Arkitektuppdraget gick till Wingårdh arkitektkontor som ritade en byggnad i varierande höjder och med olika volymer. Byggnaden trappar i höjder från sju våningar mot befintlig bostadsbebyggelse i väster till nio våningar mot Kungsholmens gymnasium i öster. Däremellan finns en lägre del med fyra våningar. Byggnadens olika delar har en rundad form som anknyter till gamla basarens restaurangdel som var halvrund. 
Fasaderna är klädda av vitt samt vitglaserat fasadtegel murade med vita fogar. Ventilationsöppningarna i fasaden har med hålförsett tegel blivit till ett dekorativt element. Mot Hantverkargatan anordnades butikslokaler och mindre entréer till bostäderna i bottenvåningen. Husets huvudentré och garagenedfarten ligger mot Baltzar von Platens gata i söder. Entrén är djup indragen i fasaden.

## Nominering till Årets Stockholmsbyggnad
Basaren nominerades tillsammans med nio andra finalister till Årets Stockholmsbyggnad 2019. Juryns kommentar lyder:
| ” | Byggnaden är en solitär i stenstaden som tar plats utan att skrika. En modern men ändå tidlös arkitektur som känns egensinnig samtidigt som den är anpassad till platsen. Omsorgsfullt utfört i alla skalor från alla håll. | „ |

Nya Basaren, fasaddetaljer
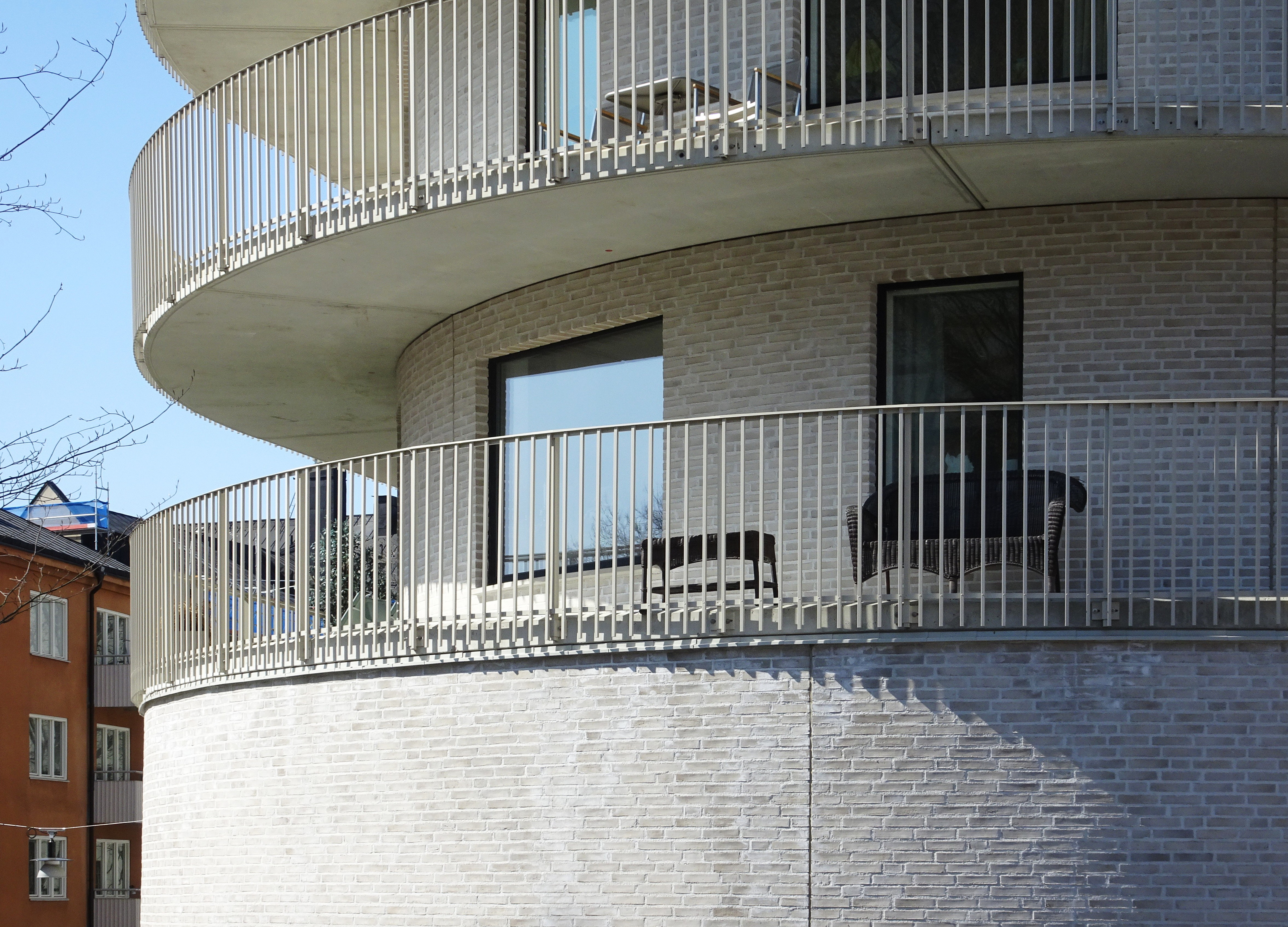
Balkonger
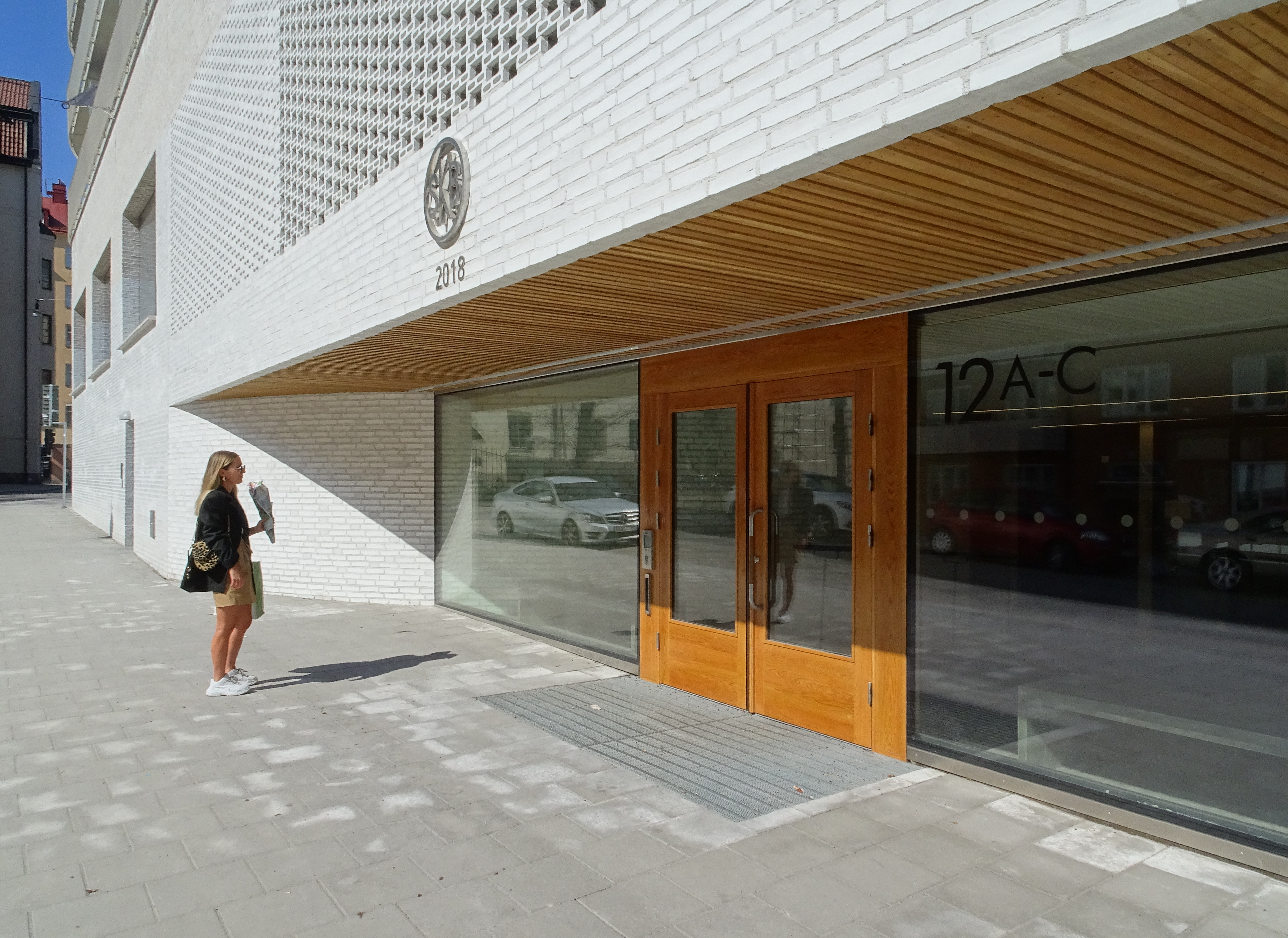
Huvudentrén på sydsidan
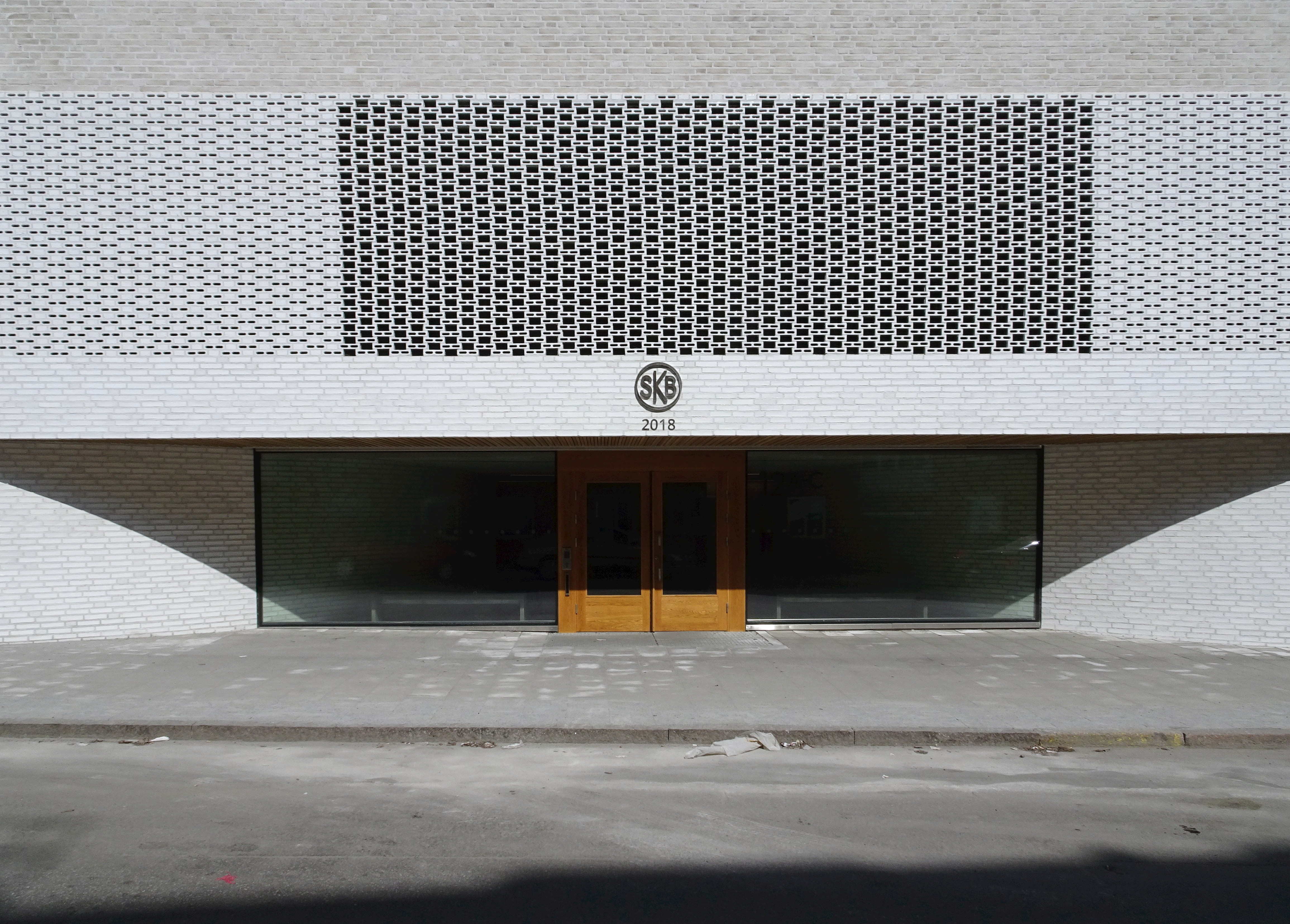
Indragen huvudentré och dekorativ ventilationsöppning
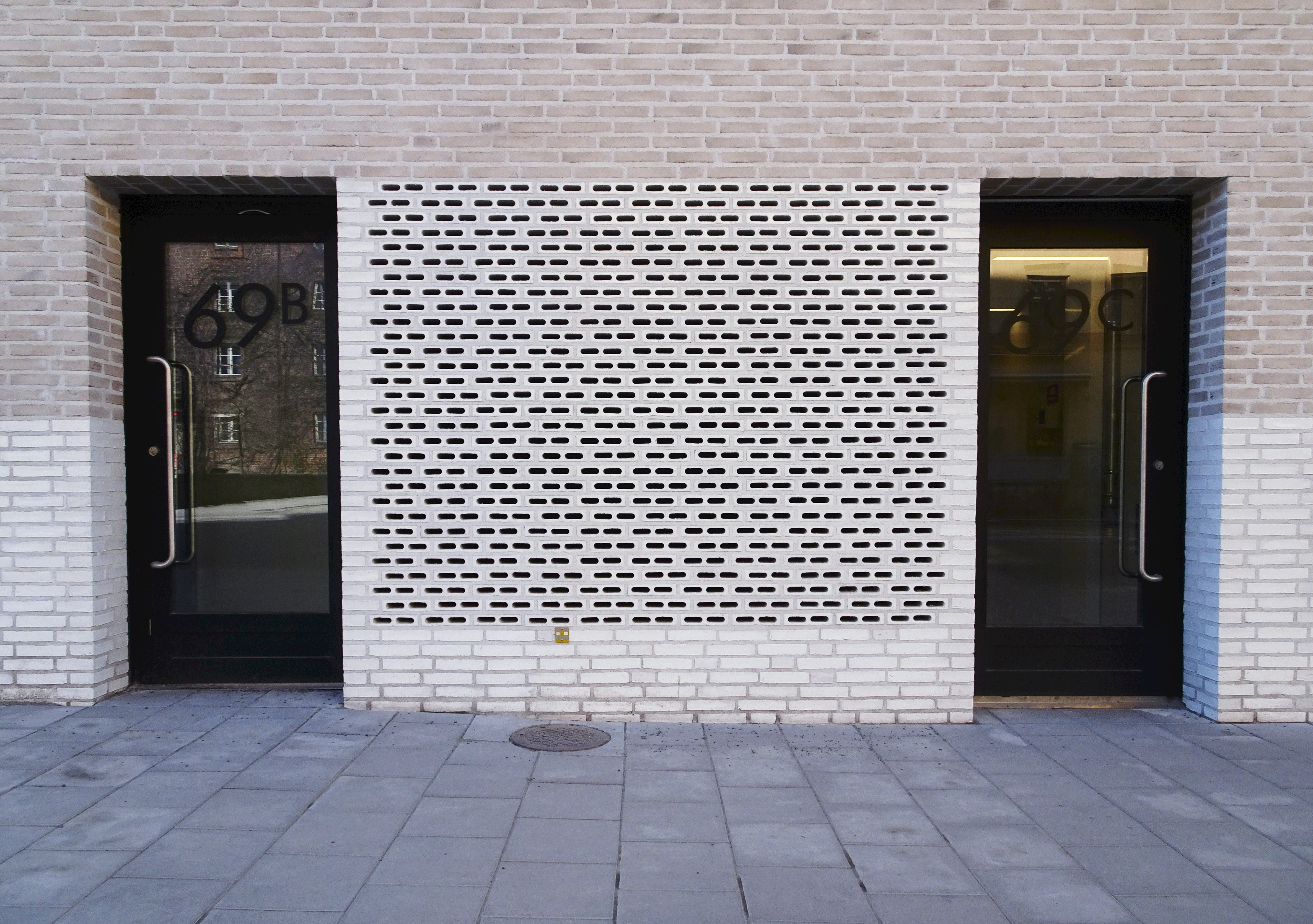
Entréer och ventilationsöppning från Hantverkargatan
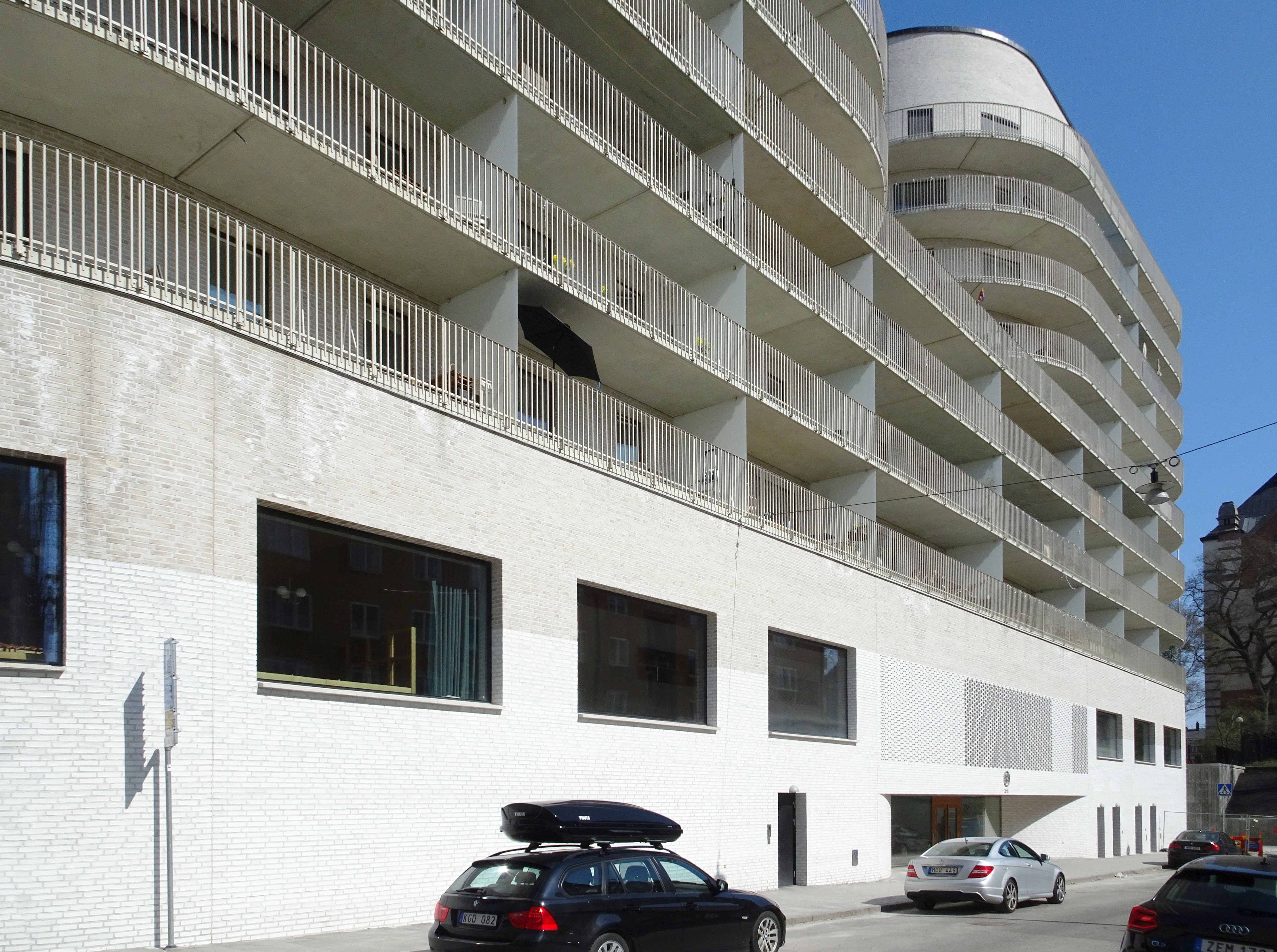
Fasad mot söder.